# Schwerin

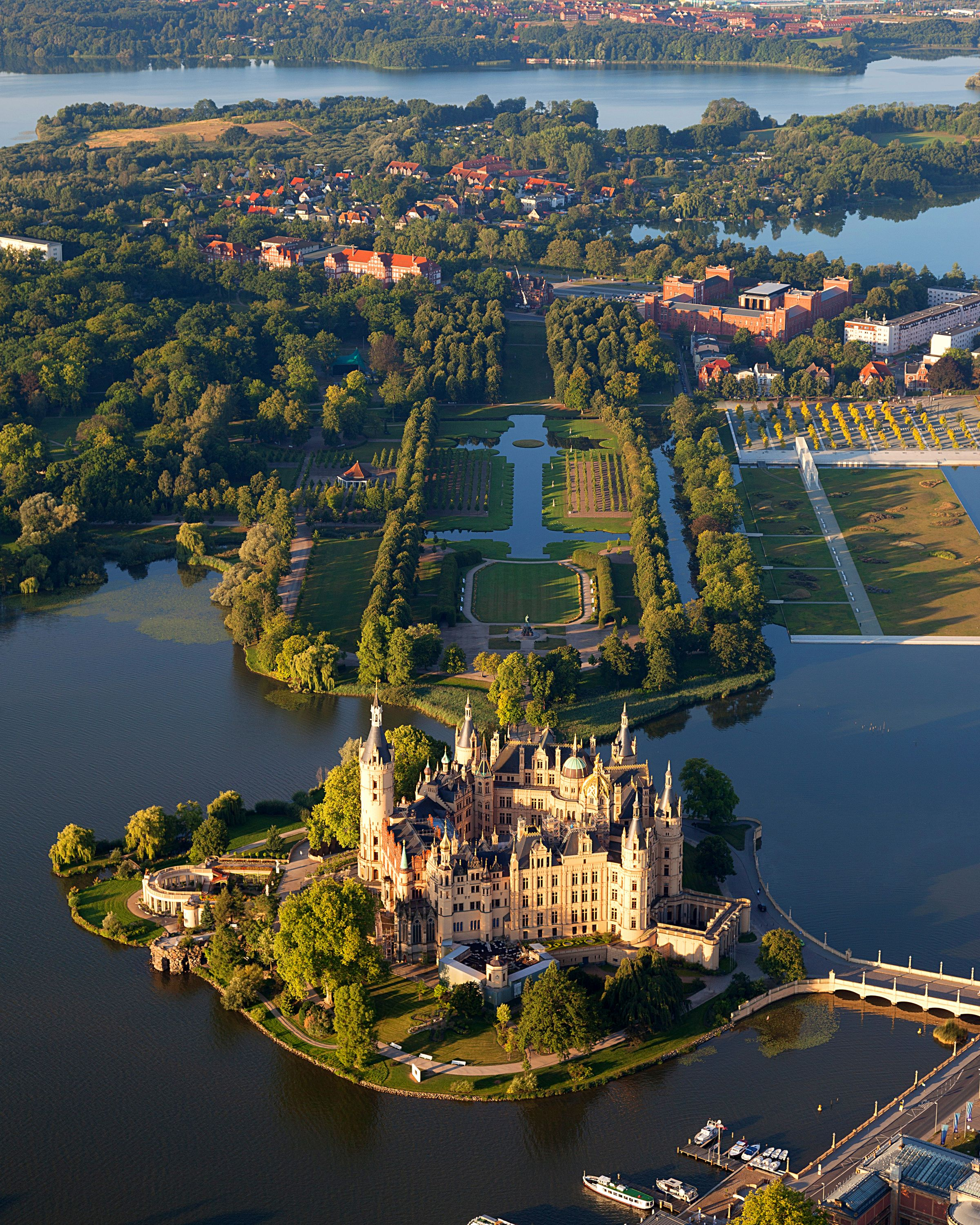
Zamek w Schwerinie

Schwerin – miasto na prawach powiatu w Niemczech, na Pojezierzu Meklemburskim, nad jeziorem Schweriner See, stolica kraju związkowego Meklemburgia-Pomorze Przednie. Liczy 95 818 mieszkańców.

## Położenie
W zachodniej części Meklemburgii wśród jezior: Schweriner See, Heidensee, Ziegelsee, Medeweger See, Lankower See, Ostorfer See, Fauler See, Neumühler See, Burgsee, Grimkesee, Große Karausche, Pfaffenteich.
Miasto leży na wysokości od 38 do 86,1 m n.p.m.

## Toponimia
Nazwa miasta, zapisana po raz pierwszy w 1018 roku w formie Zuarin, ma pochodzenie słowiańskie. Prawdopodobnie wywodzi się z połabskiego zvérina „zwierzyniec”, choć możliwy jest także jej związek z imieniem boga Swaroga. W języku polskim oddawana jest jako Zwierzyn, Skwierzyn, Swarzyn.

## Historia
Schwerin założyli Słowianie połabscy z konfederacji plemion Obodrzyców. W 1160 książę saski Henryk Lew zdobył tu jeden z głównych grodów słowiańskich Obodrzyców wzmiankowany już w X wieku. Od ok. 1170 siedziba biskupstwa i stolica samodzielnego księstwa. W 1358 włączony do księstwa Meklemburgii. Od 1524 ośrodek Reformacji. 1621–1934 stolica Wielkiego Księstwa Meklemburgii-Schwerin.
Liczba mieszkańców: 1991 – 127 tys.; 2002 – 98 tys.; 2010 – 95,2 tys.; 2018 – 95,8 tys.

## Gospodarka
Browar. W mieście rozwinął się przemysł maszynowy, elektrotechniczny, drzewny, chemiczny, spożywczy, materiałów budowlanych oraz poligraficzny.

## Transport

### Transport drogowy
- z kierunku Berlina i Hamburga: A24 i A14 (do 2006 A241)
- z Hagenow → B321 kierunek Schwerin
- z kierunku Gadebusch i Güstrow: B104
- z kierunku Wismar i Ludwigslust: B106

### Transport kolejowy
W mieście znajdują się stacje kolejowe Schwerin Hauptbahnhof i Schwerin-Lankow.

### Tramwaje
W mieście funkcjonują 4 linie tramwajowe.

## Turystyka i zabytki

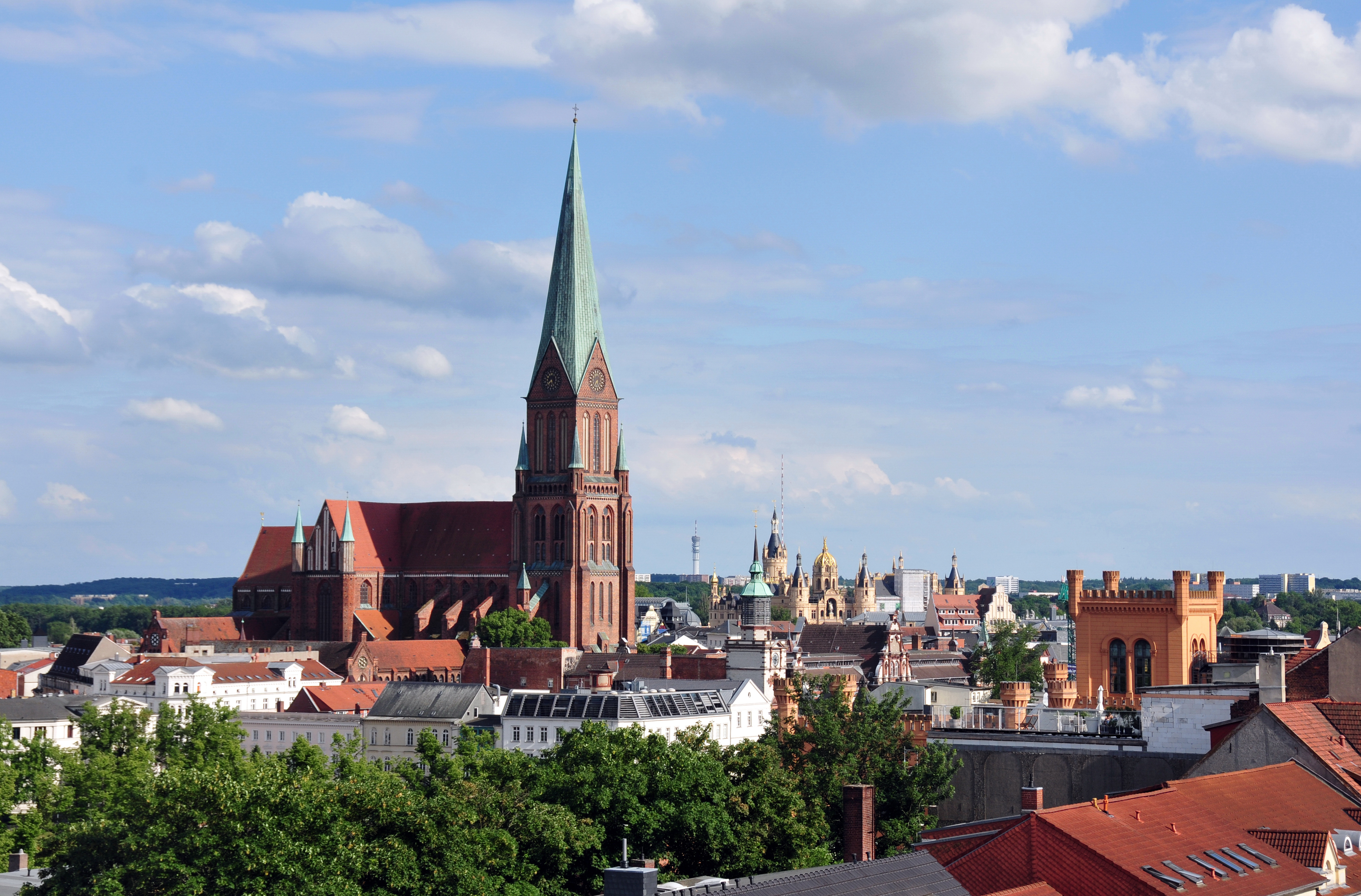
Katedra w Schwerinie

- katedra gotycka (XIII-XV wiek) z wieżą (1888–1892), w katedrze malowidła ścienne sprzed połowy XIV wieku oraz przyległy krużganek (ok. 1400)
- dwa kościoły – zamkowy (1560–1563) oraz Św. Mikołaja (XVIII wiek)
- neorenesansowy zamek książęcy (książąt obodrzycko-meklemburskich) wybudowany w latach 1843–1857 jako nowa siedziba książąt Meklemburgii, zgermanizowanej dynastii książęcej wywodzącej się z lechickich książąt obodrzyckich; budowla zaprojektowana przez znanych architektów, wśród których byli G. A. Demmler, F. A. Stüler, Gottfried Semper; w skrzydle wschodnim pozostałości terakotowej dekoracji 1553–1555, której twórcą był S. von Duren; w zamku renesansowa kaplica 1560–1563, budową kierował znany włoski architekt J. B. Parr; wokół zamku barokowy park (poł. XVIII w.) z rzeźbami Balthasara Permosera
- arsenał (1840–1844)
- ratusz Nowego Miasta (XVIII wiek)
- hala targowa (1783–1785)
- muzeum (w zamku)
- pałace (XVIII wiek), zamek myśliwski (po 1790), zabudowa miejska (XVI-XIX wiek)
- teatr państwowy (Mecklenburgisches Staatstheater Schwerin)
- wieża telewizyjna
- muzeum techniki
- miejskie muzeum historyczne (Stadtgeschichtsmuseum)
- ogród zoologiczny
- biała flota

## Współpraca międzynarodowa
Schwerin posiada następujące umowy partnerskie:
- Odense, Dania (1995)
- Piła, Polska (1996)
- Reggio nell’Emilia, Włochy (1966)
- Tallinn, Estonia (1993)
- Vaasa, Finlandia (1965)
- Växjö, Szwecja od 1999 (od 1996 roku utrzymywano kontakty partnerskie)
- Wuppertal, Nadrenia Północna-Westfalia, Niemcy (1987)
- Milwaukee, Wisconsin, Stany Zjednoczone (1997)